# Шанин, Теодор
Теодо́р Шани́н (англ. Teodor Shanin; 29 октября 1930, Вильно, Польская Республика — 4 февраля 2020, Москва, Россия) — профессор, основатель Московской высшей школы социальных и экономических наук, публично называемой по его имени «Шанинка».
Теодор Шанин внёс значительный вклад в крестьяноведение, историческую социологию и эпистемологию. Играл большую роль в развитии новых форм академического образования в России. Удостоен многочисленных наград.
Главные темы научных исследований: крестьяноведение, историческая социология, социология знания, неформальные экономики и эпистемология общественных наук.

## Биография
Родился 29 октября 1930 года в городе Вильно, который в то время входил в состав Польши. Его отец — уроженец Вильны Меер Хаимович Зайдшнур (1896—1958), приверженец либерального сионизма, разбогател на торговле галошами; он был одним из основателей газеты «Идише цайтунг» (1919—1921), публиковал публицистические статьи в ней и других виленских периодических изданиях на идише («Ди цайт», «Вилнер алманах»), а после войны — в «Дос найе лебн» (Лодзь), «Циенистише штиме» и в журнале «Дер вег» (Париж); умер в Париже. Мать — Ревекка Гиршевна Яшунская (1909—?), родом из местечка Ширвинты. Родители заключили брак 1 октября 1929 года в Вильне.
Учился в гимназии сети Тарбут с обучением на иврите, а с 1939 года — в средней школе на идише. В детстве был умеренно верующим иудеем, но в подростковом возрасте решил, что он атеист. В 1940 году, после присоединения Литвы к СССР, отец Теодора был арестован, а 14 июня 1941 года Теодор и его мать были высланы на поселение на Алтай. Затем проживал с родителями в Самарканде. Оттуда они ненадолго вернулись в Вильнюс[когда?], а затем перебрались в польский город Лодзь.
Там Шанин закончил школьное образование, но в 1948 году через Францию уехал в Палестину, где добровольцем участвовал в войне за независимость Израиля. Затем поступил в Иерусалимский колледж социальной работы (College of Social Work, Jerusalem University), который окончил в 1951 году. Затем работал по специальности.
В 1959 году продолжил обучение на отделении социологии и экономики Иерусалимского университета. С 1963 года обучался в аспирантуре в Бирмингемском университете (Великобритания), после окончания которого (докторская диссертация (PhD) по социологии по теме «Циклическая мобильность и политическое сознание русского крестьянства: 1910—1925 гг.») с 1970 года преподавал в Шеффилдском университете.
С 1968 по 1970 год — преподаватель в Центре по исследованию России и Восточной Европы (Бирмингемский университет, Великобритания).
В 1971—1973 году — доцент Хайфского университета, Израиль
С 1973 года — научный сотрудник Колледжа Святого Антония Оксфордского университета, а с 1974 года работал профессором и заведующим кафедрой социологии Манчестерского университета. С 1976 по 1987 год — декан факультета социологии (Манчестерский университет, Великобритания).
В 1988—1992 параллельно с работой в Манчестере руководил программой трансформации гуманитарных наук Фонда «Культурная Инициатива» (Москва, Россия)
В 1990 году избран академиком ВАСХНИЛ.
В 1992—1994 — сопрезидент (вместе с академиком Татьяной Заславской) междисциплинарного исследовательского центра («Интерцентр») в Москве.
В 1995 году стал одним из организаторов и первым ректором Московской высшей школы социальных и экономических наук (МВШСЭН). До 2007 года ректор, затем до 2020 года — президент МВШСЭН.

### Научная деятельность
Главной особенностью его метода является междисциплинарность, работа на стыке социологии с историей, философией, экономикой и политической наукой. Свои полевые исследования он проводил в Иране, Индии, Мексике, Танзании, Венгрии, России, США.
В своей работе Шанин уделяет большое внимание российскому обществу, а также последующему развитию методологических традиций российских сельских исследований. Здесь его исследования пересекались с активными действиями по изменению российского обществоведения. В 1995 году совместно с Т. И. Заславской он создал Московскую высшую школу социальных и экономических наук и стал её ректором. Наряду с этим он стоял у истоков создания междисциплинарной исследовательской организации «Интерцентр». В своей работе Шанин опирается на работы учёных, которых считает своими учителями: Пола Барана, Марка Блока, Чарльза Райта Миллса, Пола Суизи и А. В. Чаянова. В поздних работах предложил понятие «эксполярная экономика» для определения экономик, представляющих вызов неоклассической экономике и связанным с ней формам современного социального и политического планирования .
Владение языками
Теодор Шанин владел польским, русским, идишем, ивритом и английским. Первый был для него родным, русский язык Шанин выучил во время пребывания в ссылке на Алтае. Ивриту его с детства обучал его религиозный дедушка, а затем Шанин «подтянул» язык в период жизни в Израиле.
Двоюродные братья отца — советский гигиенист Исаак Аркадьевич (Аронович) Зайдшнур (1901—1961), заведующий кафедрой гигиены труда Омского медицинского института; Владимир Аркадьевич (Вульф Аронович) Зайдшнур (1896—?), юрист, учёный секретарь зампреда СНК СССР А. Д. Цюрупы, член Малого Совнаркома РСФСР, заведующий Секретариатом Совнаркома СССР (1926).

### Общественная и организационная деятельность
В 1989—1991 годах организовал совместно с Т. И. Заславской три школы по переподготовке молодых советских социологов в Манчестере и Кенте. В 1993 году с ней же основал междисциплинарный академический центр социальных наук «Интерцентр» и международный симпозиум «Куда идёт Россия?». Осенью 1995 года на базе «Интерцентра» была создана Московская высшая школа социальных и экономических наук, имеющая статус негосударственного российско-британского университета. C 1995 по 2007 был ректором школы, с 2008 — президент школы. С 2003 года — член редколлегии журнала «Вестник общественного мнения».

## Награды
- 2010 — Почётный член Советской социологической ассоциации / Российского общества социологов (ССА/РОС)[17]
- 2002 — Орден Британской империи[18].
- 2003 — медаль Почётный работник Высшего профессионального образования Министерства Образования Российской Федерации.
- 2008 — Почётный доктор права Университета Торонто[19].
- 2008 — Медаль «Александр Васильевич Чаянов» Московской сельскохозяйственной академии имени К.А. Тимирязева
- 2016 — Почётный профессор Научно-исследовательского университета «Высшая школа экономики»[20].
- 2008 — общественная медаль имени Александра Даллина[21] (учреждена Европейским университетом в Санкт-Петербурге и Стэнфордским университетом) за заслуги в области изучения российской и советской истории, политики и общества.

### Книги
- «Peasants and Peasant Societies» (Penguin Books, 1971, в переводе на русский — «Крестьяне и крестьянские хозяйства»);
- «The Awkward class: Political Sociology of Peasantry in a Developing Society: Russia 1910—1925» (Claredron Press, 1972)
- Неудобный класс: Политическая социология крестьянства в развивающемся обществе: Россия, 1910—1925. — М.: Издательский дом «Дело», 2019;
- «The Rules of the Game: Models in Contemporary Scholarly Thought» (Tavistoc Publications, 1972);
- Sociology of Developing Societies. — L., 1979;
- Introduction to Sociology of the Developing Societies (with Hamza Alavi) (Предисловие к социологии развивающихся стран (совместно с Хамза Алави)). (Macmillan), 1983;
- Late Marx and the Russian Road: Marx and the Peripheries of Capitalism. (Поздний Маркс и русский путь: Маркс и периферии капитализма) (Routledge, GB. Monthly Review US, 1984);
- «Russia as a Developing Society: Roots of Otherness, Russia’s Turn of Century» (Macmillan, 1985);
- Russia as a Developing Society. — Macmillan, 1985; Yale University Press, 1986;
- Revolution as a Moment of Truth. — Yale University Press, 1986;
- Революция как момент истины. Россия 1905—1907 гг. — 1917—1922 гг. / Пер. с англ. — М.: Весь Мир, 1997. — ISBN 5-7777-0039-X;
- «Late Marx and the Russian Road: Marx and the Peripheries of Capitalism» (Monthly Review Press, 1983);
- «Defining Peasants: Essays Concerning Rural Societies» (Blackwell Publishing, 1990);
- «Expolary Economies in Contemporary World» (Blackwell Publishing, 1990);
- Великий Незнакомец (The Great Unknown). / Сост. Т. Шанин. (Прогресс, 1992);
- Крестьянское восстание в Тамбовской губернии в 1919—1921 гг. : «Антоновщина» : Документы и материалы / Под ред. В. Данилова, Т. Шанина. — Тамбов, 1994;
- «Неформальная экономика: Россия и мир» / [Ред. Теодор Шанин] — М.: Логос, 1999;
- Рефлексивное крестьяноведение (Reflexive Peasant Studies) (совместно с Виктором Даниловым и Александром Никулиным) MSSES and ROSPEN, 2002;
- «История поколений и поколенческая история» (в соавторстве с Юрием Левадой, в журнале «Человек. Сообщество. Управление» — 2005. — № 3. — С. 6—25);
- Отцы и сыновья: поколенческая история (совместно с Юрием Левадой), Новое Литературное Обозрение, 2005;
- Нестор Махно: крестьянское движение на Украине (совместно с Виктором Даниловым и Виктором Кондрашиным) (Росспэн), 2006;
- Becoming Teodor: From a child of war to a visionary professor  (Mereo Books, 2023) — ISBN 978-1861515872;
- Стать Теодором. — М.: Новое литературное обозрение, 2024. — 336 с. — (Критика и эссеистика). — ISBN 978-5-4448-2551-8

### Статьи
- 1966 Peasants as a Political Factor, (Крестьяне как политический фактор) Sociological Review, Vol. 14.
- 1967 Inheritance in Russian Peasantry, (Наследование в русском крестьянстве) Discussion Papers of the University of Birmingham LC/C No. 3.
- 1968 Student Power in Developing Societies, (Политическое влияние студенчества в развивающихся странах) Discussion Papers of the University of Birmingham LC/C No. 10 (with C. Dennis).
- 1970 Class and Revolution, (Класс и революция) Journal of Contemporary Asia, Vol. 1.
- 1971 Peasants: A Delineation of Concept and a Field of Study, (Крестьянство: определение понятие и исследовательского поля) European Journal of Sociology, Vol. 12.
- 1971 Socio-Economic Mobility and the Rural History of Russia, 1905—1930, Soviet Studies, Vol. 22. (Социоэкономическая мобильность и сельская история России, 1905—1930) (Reprinted in Cambridge Anthropology 1982).
- 1971 Co-operation and Collectivisation — The Case of Eastern Europe, (Кооперация и коллективизация в Восточной Европе) in P Worsley ed. Two Blades of Grass: Rural Co-operatives in Agricultural Modernisation. (Manchester U.P.).
- 1972 Units of Sociological Analysis, (Подразделения социологического анализа) Sociology, Vol. 6.No. 3.
- 1973 The Structure and Logic of Peasant Economy, (Структура и логика крестьянской экономики) Journal of Peasant Studies, Vol. 1, Nos. 1 and 2.
- 1975 The Price of Suspension: The Policy of Stages and the Historical Defeat of Moderate Zionism. U. Davis, A. Mack and N. Yuval-Davis. (Плата за прокрастинацию: стратегия этапов и исторические поражения умеренного сионизма) Israel and the Palestinians. (Ithaca Press).
- 1976 The Third Stage: Marxist Social Theory and the Origins of our Time, (Третий этап: марксистская теория этапов и истоки современности) Journal of Contemporary Asia, Vol. 6, No. 3.
- 1976 Peasants and Social Development, ed. Khodadad Farmanfarmaian. (Крестьяне и социальное развитие) The Social Sciences and Problems of Development. (Princeton UP).
- 1976 A World Without Rural Sociology: The Issue of Specificity and the Future of a Discipline. (Мир без сельской социологии: проблема специфики и будущей дисциплины) Sociologia Ruralis, Vol. 16, No.4
- 1977 The Sociology of ‘Developing Societies’: Problems of Teaching and Definition. (Социология «развивающихся стран»: проблемы преподавания и определения) (Together with Robin Cohen and Bernado Sorj). The Sociological Review, Vol. 25, No. 2
- 1977 The Peasant Connection: Social Background and Mental Health of Migrant Workers in Western Europe. (Крестьянский аспект: социальные условия и психическое здоровье рабочих-мигрантов в западной Европе) (Together with Shulamit Ramon and Jackie Strimpel). Mental Health and Society, Vol. 4, Nos 5/6.
- 1978 The Peasants Are Coming: Migrants Who Labour, Peasants Who Travel and Marxists Who Write. (Крестьяне идут: мигранты, которые трудятся, крестьяне, которые путешествуют, и марксисты, которые пишут) Race and Class, Vol. 19, No. 3.
- 1980 The Conceptual Reappearance of Peasantry Within the Anglo-Saxon Social Sciences: 1960s and After. Ed. E. Gelner, (Появление заново крестьян в понятийном мире англо-саксонских общественных наук: 1960-е и после) Soviet and Western Anthropology. (Duckworth & Co, London).
- 1980 Measuring Peasant Capitalism, ed. E. J. Hobsbawm, etc. (Измеряя крестьянский капитализм) Peasants in History, (Oxford University Press, Calcutta).
- 1980 Defining Peasants: Conceptualisations and De-Conceptualisations, (Определяя крестьян: концептуализация и де-концептуализация) Peasant Studies, Vol. 8, No. 4. Also The Sociological Review, Vol. 30, No 3.
- 1981 Marx and the Russian Commune, (Маркс и русская община) Historical Workshop, No. 21.
- 1982 Class, State and Revolution: Substitutes and Realities, in H. Alavi and T. Shanin Introduction to Sociology of Developing Societies. (Класс, государство и революция: понятия и реальность) (Macmillan).
- 1983 The Peasant Dream: Russia 1905-7 in R. Samuel, (Крестьянская мечта: Россия 1905–1907) Culture Politics and Ideology. (Routledge).
- 1984 Late Marx: Gods and Craftsmen, in T. Shanin’s Late Marx and the Russian Road. (Поздний Маркс: боги и ремесленники) (Routledge).
- 1984 Marxism and the Vernacular Revolutionary Traditions, (Марксизм и туземные революционные традиции) in T. Shanin’s Late Marx and the Russian Road.
- 1986 Soviet Theories of Ethnicity: The Case of a Missing Term, (Советские теории этничности: проблема нехватки понятия) New Left Review, No. 158.
- 1986 Chayanov’s Message: Illuminations, Miscomprehensions and the Contemporary Development Theory, in A. V. Chayanov, The Theory of Peasant Economy. (Чаяновское послание: истолкования, недопонимания и современные теории развития) (Wisconsin U.P.).
- 1988 Peasantry and Capitalism: Kautsky’s Agrarian Question in K. Kautsky’s The Agrarian Question (with Hamza Alavi). (Крестьянство и капитализм: кауцкианское понимание аграрного вопроса) (Zwan).
- 1988 Expolary Economies: A Political Economy of Margins, (Эксполярные экономики: периферия современной политической экономики) Journal of Historical Sociology, Vol. 1, No 1.
- 1988 The Zionisms of Israel in H. Alavi and F. Halliday State and Ideology in the Middle East. (Сионизмы Израиля) (Macmillan).
- 1988 New Times and New Man in USSR, (Новые времена и новые люди в СССР) New Left Review, No. 168.
- 1988 Roads Which Lead to the Temple: Soviet Historian’s Blinkers and Illuminations, (Дороги, которые ведут к храму: «слепые пятна» советских историков) Detente, No 11.
- 1989 The Ethnic Dimension: Theory and Policies in the Soviet Union,] (Этнический вопрос: теория и политика в Советском Союзе) Comparative Studies in Sociology and History, Vol. 31, No. 3.
- 1989 Soviet Agriculture and Perestroika: Four Models, (Советское сельское хозяйство и перестройка: четыре модели) Sociologia Ruralis, Vol. XXXIX, No 1, 1989.
- 1989 Orthodox Marxism and Lenin’s Four and a Half Agrarian Programmes, in T Shanin’s Defining Peasants. (Ортодоксальный марксизм и четыре с половиной аграрных программы Ленина) (Blackwells).
- 1989 The Agenda of Peasant Studies and the Perception of Parallel Realities, in T. Shanin’s Defining Peasants. (Тематика крестьянских исследований и видения параллельных реальностей) (Blackwells).
- 1989 Soviet Economic Crisis: Monthly Review, (Советский экономический кризис) Vol. 41, No. 5.
- 1990 The Question of Socialism: A Development Failure or an Ethical Defeat, (Проблема социализма: неудача развития или этическое поражение) Historical Workshop, 39.
- 1990 'Peasantry' (Крестьянство) Blackwell’s Encyclopaedia of Social Sciences. (Oxford, 1990).
- 1990 Западный опыт и опасность сталинизма «наоборот» (The Western experience and the danger of «Stalinism upside down» . Kommunist, No 1.
- 1990 Иное всегда дано… (Alternatives ever exist…) Znanie-Sila, No. 9.
- 1991 Peasants and Scholars, (Крестьяне и учёные) CASID, Michigan State University.
- 1991 Вопрос знания о себе и знания о других станивится центральным вопросом и центральной преградой вашего развития (The question about knowing yourself and knowing others becomes the central question and the central barrier to your development). Fermer, No 10.
- 1994 Милосердие и умение (Charity and Knowledge) (together with S Ramon), Znanie i Sila.
- 1995 Три смерти Александра Чаянова (The Treble Death of Alexander Chayanov). Sociologicheskiy Zhurnal.
- 1995 Крестьянин как великий незнакомец (Peasant as a Great Unknown) Pravda, No. 39 (27457).
- 1996 Идея прогресса у Маджида Рахнемана, The Post-Development Reader. (Zed Books). Русский перевод в журнале «Вопросы философии», 1998.
- 1996 Placing Social Work Within Social Theory and Political Practice, in S Ramon (ed) (Отношения социальной работы с социальной теорией и политической практикой) The Interface of Social Work and Social Policy. (Venture Press (Birmingham) & Open Society (Moscow)). Books Russian translation, Aspect Press.
- 1997 Социальная работа как культурный феномен современности (Social Work as a cultural phenomenon of contemporaneity) Russkij Zhurnal.
- 1998 Социальная работа: новая профессия и академическая дисциплина (Social Work: a new profession and a new academic discipline), Kuda idet Rossia, M., Vol. 5.
- 1998 Рефлексивная методология в исследованиях современной сельской России. Sotsiologicheskii Zhurnal, No 3-4.
- 1998 Double-Reflexive Methodology in the 1991/7 Studies of Contemporary Rural Russia Published in: Kachestvennie metodi v polevih sotsiologicheskih issledovanijah (Qualitative Methods in Sociological Fieldwork.) (Методология двойной рефлексивности в исследованиях современной сельской России 1991—97) By Eugene M. Kovalev and Ilya E. Steinberg. Moscow. Logos, 1999. (рус.)
- 1999 Демократизация как аппарат самоисправления ошибок (Teodor Shanin: Democratization as setting of the system of the mistake self amendment) U.Ozdemirov, Jabloko Rossii, No. 41 (75).
- 2000 Выборы в США: Америке нужны новые идеи (Election in the USA. USA needs new ideas) Ekspert, No. 43(225).
- 2001 Нас объединяет стыд. Если Россия хочет в Европу, она должна «полеветь» (We are united by the feeling of shame: to go into Europe Russia should turn left) Ekspert, No. 37 (297).
- 2001 О пользе иного: Британская академическая традиция и российское академическое образование (The usefulness of otherness: British academic tradition and Russian academic education) Vestnik Evropy, M., Vol. III.
- 2002 Уроки истории и следующая революция: границы политического воображения (Lessons of history: the limits of political imagination) Otechestvennije zapiski. Zhurnal dlja medlennogo chtenija, No. 4.
- 2002 Место интеллигенции (The Place of Intelligence). P. Kamenchenko, Bol’shoj gorod, No. 32.
- 2005 Крестьянства нет, крестьянский вопрос есть (No peasants while the peasant question still exist) V.Kurennij, Politicheskij Zhurnal.
- 2005 Как не пустить на село капитализм? (How to stop capitalism from entering villages?) A. Obertinskij. Krestjanin.
- 2006 В России перебор всегда опаснее, чем недостаток (In Russia overdoing things is ever more dangerous than not doing enough). Polit.ru (Peredovaja nauka).
- 2008 Российская социология была похожа на двугорбого верблюда (Russian Sociology: Theory versus field-results). Ekonomicheskaja sotsiologija, Vol. 9, No 3.
- 2008 С избыточной бюрократизацией надо бороться в рамках общей борьбы с бюрократизацией (The fight against bureaucratization of scholarship must be part of the general fight against bureaucratization). Troitskij Variant, No. 7.
- 2014 О пользе иного. Британская академическая традиция и российское университетское образование // Московская высшая школа социальных и экономических наук, 2014. Архивная копия от 12 июля 2017 на Wayback Machine